# Вили Кабаљеро
Вилфредо Данијел Кабаљеро Ласкано (шп. Wilfredo Daniel Caballero Lazcano; Санта Елена, 28. септембар 1981) аргентински је фудбалски тренер и бивши фудбалер. Играо је на позицији голмана. Тренутно ради као помоћни тренер у Челсију.
Већину каријере провео је у Шпанији, представљајући Елче и Малагу, а такмичио се у Ла лиги са последњим клубом. На лето 2014. године потписао је за Манчестер сити.
Кабаљеро је сениорски деби остварио за Аргентину 2018. Репрезентацију је представљао на Светском првенству 2018.

## Клупска каријера

### Рана каријера
Рођен у Санта Елени, Ентре Риос, Кабаљеро је започео своју играчку каријеру са Бока Јуниорсом 2001. године, где је 2003. освојио три главне титуле. 14. децембра исте године сведочио је са клупе победу његовог тима над АЦ Миланом 3:1 на пенале у Интерконтиненталном купу 2003. године.
Кабаљеро се придружио Елчеу из Шпаније 2004. године, а када је његовој ћерки дијагностикован рак, он је пристао на кратку позајицу у својој земљи с Арсеналом де Сарандијем да би се бринуо о њој. Са бившим клубом, након грубе прве сезоне, ишао је да постане неприкосновени стартер, наступајући у скоро 200 утакмица у другој лиги Шпаније.

### Малага
Дана 10. фебруара 2011. године Кабаљеро је пребачен у Малагу у Ла Лиги за 900.000 евра и на две и по године, као хитни трансфер - након прелазног рока 31. јануара - због тешке повреде колена код Серђа Асења (њихов претходни стартер, Рубен, такође није био доступан због физичких проблема). Дебитовао је у лиги 20. фебруара, почевши у ремију 1-1 против Виљареала, Одиграо је све утакмице до краја лиге. Андалузијци коначно избегавају испадање из такмичења.
Дана 1. октобра 2011, Кабаљеро је ушао у историјске књиге Малаге, одржавајући свој гол чистим 480 минута, оборивши досадашњи рекорд клуба од 429 који је Педро Контрерас држао од сезоне 2001–02. 16. октобра добио је црвени картон средином првог полувремена у гостима против Левантеа, након што је додирнуо лопту руком тик испред оквира - домаћин је на крају победио резултатом 3–0.
Дана 18. јануара 2012. Кабаљеро је потписао продужење уговора, вежући га за клуб до 2016. године. 25. марта, играјући против Еспанњола, рано је сломио леву руку у игри. На крају је био повређен остатак сезоне.
Кабаљеро се вратио потпуно спреман за сезону 2012–2013, играјући у све осим две утакмице и помажући Малаги да дође до шесте позиције. Goal.com га је прогласио најбољим играчем на својој позицији у лиги те године. На крају следеће сезоне номинован је за најбољег голмана лиге заједно са Тибом Куртоом из Атлетико Мадрида и Кејлорјем Навасом из Левантеа.

### Манчестер Сити
Дана 8. јула 2014. Кабаљеро је потписао трогодишњи уговор са Манчестер Ситијем, за цену за коју се верује да износи око 6 милиона фунти без додатака. Окупио се у свом новом клубу са бившим менаџером Малаге Мануелом Пелегринијем, а његов такмичарски деби уследио је 10. августа у ФА Комјунити Шилду-у 2014. одигравши пуних 90 минута у поразу од Арсенала на стадиону у Лондону Вембли од 0: 3. Недељу дана касније, у Премиер лиги, био је неискоришћена замена у утакмици против Њукасл Јунајтеда.
Други службени наступ Кабаљера за Цити догодио се 24. септембра 2014, у среду у победи од 7:0 над Шефилдом у енглеском лига купу. Три дана касније уписао је и први наступ у лигашкој утакмици против Хал Ситија, победивши дугогодишњег голмана Џоа Харта на клупи у победи од 4: 2.
Трећи лигашки меч Кабаљера био је 26. септембра 2015, у утакмици где је његов тим поражен 1: 4 од Тотенхем хотспера, тај дан је описан као 'дан за заборав'. Током целе сезоне био је први избор тренера у Лига купу. Вили је добио бројне критике у националној штампи после финала у ком је његов тим изгубио од Челсија 1:5 у ФА купу где се за два гола сматрао кривим. У одлучујућем мечу на стадиону Вембли, одбранио је три пенала у победи  3:1 на пенале против Ливерпула, и Пелегрини је након тога рекао да ће радије изгубити меч да би одржао реч, док је неколико стручњака додало да су и играч и менаџер заслужили извињење.
Након доласка новог менаџера Пепа Гвардиоле ван сезоне 2016. Кабаљеро је постао први избор тренера испред Харта. Убрзо након, Сити доводи Клаудија Брава, па се Кабаљеро вратио на клупу.
Дана 19. октобра 2016. Кабаљеро је ушаоу игру као замена у поразу од 0:4 од Барселоне на Камп Ноу у групној фази УЕФА Лиге шампиона. Након што је у голу заменио Брава који је добио црвени картон, одбранио је пенал Нејмару у 87. минуту меча. Две недеље касније, заменио је за суспендованог Брава-а у победи домаћина од 3:1 над истим противником за исто такмичење.
Дана 1. фебруара 2017. Кабаљеро је заменио Брава. По повратку у почетних једанаест, држао је чисту мрежу у победи од 4:0 над Вест Хем Јунајтедом на олимпијском стадиону у Лондону. Касније тог месеца,у победи од 5:3 у шеснаестини финала Лиге шампиона над Монаком, одбранио је пенал Радамелу Фалкау.
Дана 25. маја 2017. године објављено је да ће Кабаљеро напустити клуб истеком уговора који му је трајао до 30. јуна.

### Челси
Дана 1. јула 2017. Кабаљеро је за Челси потписао бесплатан трансфер. Свој такмичарски деби направио је 20. септембра, у победи домаћина 5:1 против Нотингем Форест-а у Лигу купа.
Дана 17. јануара 2018. Кабаљеро је одбранио пенал Нелсону Оливеири у извођењу пенала у трећем колу ФА Купа, реприза победе над Норвич Ситијем, који је завршио 1:1 након продужетака. Због повреде зглоба првог голмана Тибоа Куртое, два дана касније дебитовао је у Премиер лиги против Бригхтон & Хоув Албиона у победи 4:0.
Дана 24. фебруара 2019. године, током финала Купа ЕФЛ-а против прошлогодишњег победника купа Манчестер ситија, мечом који се завшио 0:0 и непосредном реализацијом пенала, голман Челсија Кепа Аризабалага одбио је да изађе из игре како би Кабаљеро бранио гол у пенал серији. Челси је изгубио на пенале 4:3.
С обзиром да се Аризабалага борио за одржавање форме током сезоне Премијер лиге 2019–20, Кабаљеро је изабран за првог голмана Челсија у куп мечу против Хал Ситија крајем јануара 2020. Кабаљеро је тада био први голман наредна четири меча у лиги и у утакмицама Лиге шампиона пре него што се Аризабалага вратио на прво место чувара мреже Челсија.

## Репрезентативна каријера
Кабаљеро је првобитно играо за Аргентину у категорији за млађе од 20 година, помажући екипи да освоји Светско Првенство за млађе од 20 година 2001. године одигравши последње две утакмице. 2004. године био је у тиму који је освојио златну медаљу на Летњим олимпијским играма као замена Германију Луксу.
Кабаљеро је био неискориштени члан сениорског састава на Купу конфедерација ФИФА 2005. У репрезентацију га је у новембру 2014. позвао менаџер Герардо Мартино због пријатељских утакмица против Хрватске и Португалије.
Кабаљеро је уврштен у финални састав за ФИФА светски куп 2018. у Русији. Турнир је започео због повреде првог голмана Сергија Ромера, а дебитовао је на такмичењу 16. јуна, у жребу у групној фази у утакмици која је завршила 1:1, против Исланда. У следећем мечу против Хрватске његова грешка је пружила противнику први гол у поразу од 0: 3, а потом га је менаџер Јорге Сампаоли заменио за Франка Арманија у финалном групном мечу тима против Нигерије, који је завршен победом 2:1. Такође није наступио у утакмици шеснаестине финала против Француске где је Аргентина изгубила 4:3.

## Највећи успеси (као играч)

### Бока јуниорс
- Првенство Аргентине (1) : 2003. (Апертура)
- Копа Либертадорес (1) : 2003.
- Интерконтинентални куп (1) : 2003.

### Манчестер Сити
- Лига куп Енглеске (1) : 2015/16.

### Челси
- ФА куп (1) : 2017/18. (финале 2019/20).
- Лига куп Енглеске : финале 2018/19.
- Лига шампиона (1) : 2020/21.
- Лига Европе (1) : 2018/19.

### Аргентина до 20
- Светско првенство (1) : 2001.

### Аргентина Олимпијска селекција
- Летње олимпијске игре (1) : 2004.

### Аргентина
- Куп конфедерација : финале 2005.

## Највећи успеси (као помоћни тренер)

### Лестер Сити
- Чемпионшип (1) : 2023/24.